# Ataki w Kinszasie (2013)
Ataki w Kinszasie, stolicy Demokratycznej Republiki Konga, miały miejsce 30 grudnia 2013 roku. Tego dnia zwolennicy przywódcy religijnego Paula Josepha Mukungubili dokonali szturmu na studio telewizyjne, lotnisko i bazę wojskową w stolicy kraju. Kongijskie siły bezpieczeństwa odpowiedziały, zabijając 54 napastników. Dodatkowo 46 zwolenników Mukungubili zginęło w oddzielnych starciach w katangijskich miastach Lubumbashi i Kolwezi, a około 100 osób zostało aresztowanych.
Około 7:00 rano czasu lokalnego mężczyźni uzbrojeni w noże zaatakowali studio telewizyjne nadawcy państwowego, lotnisko w Kinszasie i obóz wojskowy im. pułkownika Tshatshiego. Odpowiedzialność za przemoc wziął na siebie przywódca religijny i były kandydat na prezydenta Paul Joseph Mukungubila. Po doniesieniach, że w czasie walk w bazie wojskowej zginął pułkownik kongijskiej armii, minister informacji Lambert Mende Omalanga stwierdził, że rząd zachowa porządek „za wszelką cenę” i nie ma szans, aby napastnicy „utrzymali swoje pozycje, nawet przez jedną godzinę”. Mende oświadczył, że 54 napastników zostało zabitych. Ponadto kongijski cywil pracujący dla misji Organizacji Narodów Zjednoczonych MONUSCO został ranny w strzelaninie na lotnisku.
Ludzie Mukungubili zmusili dwóch pracowników nadawcy państwowego do odczytania w telewizji oświadczenia politycznego krytykującego prezydenta Josepha Kabilę. W oświadczeniu napisano, że „Gideon Mukungubila przybył, aby uwolnić was od niewoli Rwandyjczyków”, co było nawiązaniem do przejęcia władzy przez ojca Kabili wspieranego przez Rwandę w czasie wojny domowej w latach 1996–1997.
Po stłumieniu rebelii Mukungubila zaprzeczył, że przeprowadzał zamach stanu i stwierdził, że przemoc była odpowiedzią na nękanie jego zwolenników przez rząd. W odpowiedzi na ataki w całej Kinszasie ustawiono posterunki kontrolne policji i wojska. Początkowo mówiono, że odrębna wymiana ognia między siłami bezpieczeństwa a uzbrojonymi ludźmi w Lubumbashi w odległej prowincji Katanga została wywołana programem rozbrojeniowym i nie była związana z atakami w Kinszasie. Jednak późniejsze źródła podały, że starcie w Lubumbashi miało miejsce, gdy siły bezpieczeństwa zaatakowały kościół powiązany z Mukungubilą, zabijając 45 osób. W mieście dokonano także szeregu aresztowań. Kolejna osoba zginęła w powiązanym incydencie w katangijskim mieście Kolwezi. Po opanowaniu sytuacji rząd Demokratycznej Republiki Konga wydał nakaz aresztowania Mukungubili.